# آرمن سیمونیان
آرمن آرشالویسی سیمونیان (ارمنی: Արմեն Արշալույսի Սիմոնյան؛  زادهٔ ۱۹۳۲) یک زیست‌شیمی‌دان اهل ارمنستان است.

## زندگی‌نامه
در ۱۹۳۲ در آتسارات به دنیا آمد و از دانشگاه دولتی ایروان (۱۹۵۸) فارغ‌التحصیل شد. وی در فرهنگستان ملی علوم ارمنستان و دانشگاه دولتی گاوار فعالیت می‌کند. وی همچنین برنده دانشمند شایسته جمهوری ارمنستان (۲۰۱۱) شده است.

## یادداشت
1. ↑  կենսաբանական գիտությունների դոկտոր